# مرتضی خسروانی
مرتضی خسروانی (١٢٨۴، شهرستان محلات – نامعلوم) سپهبد نیروی هوایی ارتش شاهنشاهی ایران بود.

## زندگی حرفه‌ای
مرتضی خسروانی پس از اتمام تحصیلات مقدماتی وارد دانشکده افسری شد و پس از اتمام دوره، برای گذراندن دوره‌های هوانوردی به فرانسه و سپس برای انجام دوره‌های تکمیلی به کشورهای‌ ایتالیا و انگلیس اعزام شد. 
خسروانی در سال ١٣٣٠ با درجه سرهنگی رئیس رکن یکم و همچنین رکن چهارم نیروی هوایی ارتش شد.
چهار سال بعد، یعنی در سال ۱۳۳۴ به فرمان‌دهی تیپ مقدماتی با درجه سرتیپی و بعد از آن به فرمان‌دهی تیپ فنی منصوب شد و در مدت کوتاه و با تلاش‌هایی که از خود نشان داد، به عنوان معاون نیروی هوایی انتخاب گردید.  
او در سال ۱۳۳۸ سرلشگر شد و دو سال بعد به ریاست دادرسی ارتش منصوب شد. 
در سال ۴۲ نیز مفتخر به گرفتن درجه سپهبدی شد. وی که افسر شریفی بود، با وجدان پاک و آگاهی به پرونده‌ها رسیدگی می‌کرد و به غرض‌ورزی ساواک و کارکنان آن سازمان اعتنایی نمی‌کرد

در ‌این زمان که او هنوز رئیس اداره دادرسی ارتش بود، اختلاف نظراتی بین او و سپهبد نصیری ، رئیس شهربانی به وجود آمد؛ به طوری که مشاجره و اختلافات آن‌ها به بن‌بست رسید و سرانجام کار آن‌ها به شاه واگذار شد. شاه نیز از بین ‌این دو، سپهبد نصیری را برگزید و ‌این موجب برکناری سپهبد خسروانی از سمتش شد و با همین درجه بازنشسته گردید.

## زندگی شخصی
مرتضی خسروانی به سال ١٢٨۴ در محلات بدنیا آمد. پدر او میرزا هاشم محلاتی از ثروتمندان محلات بود. او چهار برادر با نام‌های شهاب‌الدین،خسرو ،عطاالله و پرویز داشت که همه دارای مناصب نظامی و سیاسی بودند. 
- شهاب‌الدین خسروانی از چهره‌های سیاسی سال‌های ۱۳۲۰–۱۳۳۲ و نماینده مجلس بود و از همفکران محمد مصدق، و با مصدق روابط حسنه داشت.
- خسرو خسروانی ، سفیر ایران در کشورهای آمریکا، مصر، آلمان و همچنین نماینده دولت سابق ایران در سازمان ملل متحد بود.
- عطاالله خسروانی دبیرکل حزب ایران نوین بود و همزمان در راس وزارتخانه‌های کار و کشور قرار داشت.[۵]
- پرویز خسروانی سپهبد ارتش شاهنشاهی ایران و به مدت پنج سال به معاونت نخست‌وزیری و سرپرستی سازمان تربیت بدنی در کابینهٔ هویدا رسید.